# زوزانا لازار
 زوزانا لازار (انگلیسی: Susannah Lazar؛ زاده ) یک فیزیک‌دان، و ستاره‌شناس است.